# Vladas Bulavas
Vladas Bulavas (* 24. Oktober 1936 in Kaunas; † 11. März 2004 in Vilnius) war ein litauischer Bibliothekar, Leiter der Litauischen Martynas-Mažvydas-Nationalbibliothek in Vilnius.

## Leben
Nach dem Abitur an der Mittelschule absolvierte Vladas Bulavas 1959 das Diplomstudium als Elektroingenieur an der Technischen Universität Kaunas. Von 1959 bis 1974 war er Beamter. 1974 promovierte er in technischen Wissenschaften. Von 1974 bis 1982 war er Leiter der litauischen Abteilung des Energie-Instituts der UdSSR. Von 1982 bis 2004 leitete er als Direktor die Martynas-Mažvydas-Nationalbibliothek Litauens. Ab 1983 lehrte er als Hochschullehrer und ab 1994 als Dozent an der Fakultät für Kommunikation der Universität Vilnius.
Ab 1992 war er Mitglied der Konferenz der Direktoren der Europäischen Nationalbibliotheken. Durch seine Bemühungen wurde 1993 der Verband der litauischen Forschungsbibliotheken (LNBS) gegründet. 1993 war er Gründer der Vereinigung Litauischer wissenschaftlicher Bibliotheken und bis 1998 der Vorsitzende. Ab 1988 war er Chefredakteur des Wörterbuchs für Bibliothekswesen und bibliografische Begriffe.
Begraben wurde er auf dem Friedhof Antakalnis.

## Auszeichnungen
- 1997: Orden des litauischen Großfürsten Gediminas
- 2003: Orden Vytautas des Großen

## Quelle
- Vladas Bulavas. Visuotinė lietuvių enciklopedija, T. III (Beketeriai-Chakasai). – Vilnius: Mokslo ir enciklopedijų leidybos institutas, 2003. - 588 psl.